# Dr. Wily
Doutor Albert W. Wily, ou simplesmente Dr. Wily (também chamado de Dr. Willy e Dr. Wiley em alguns jogos), é o principal adversário de Mega Man, no jogo eletrônico da Capcom. Ele é um dos últimos chefes da maioria dos jogos da série clássica, geralmente pilotando uma Wily Machine.

## História
Dr. Wily era um cientista que trabalhava com o Dr. Thomas Light para o bem da humanidade, criando oito robôs chamados Robot Masters (também chamados Super Robots). Quando apenas o Dr. Light ganhou crédito pela criação dos Robot Masters, Dr. Wily enlouqueceu e quis vingança, e dominar o mundo. Ele roubou seis dos Robot Masters (oito no remake Mega Man: Powered Up) e os usou para o mal. Dr. Light modificou seu assistente, Rock, em um robô de batalha chamado Rock Man (ou Mega Man) para deter Dr. Wily. Depois de ter sido derrotado no primeiro jogo Mega Man, Dr. Wily criou oito Robot Masters em Mega Man II especialmente para derrotar Mega Man e se vingar, mas foi derrotado novamente. Em Mega Man III ele se regenera e volta a trabalhar com o Dr. Light, criando um robô gigante criador de paz chamado Gamma. Dr. Wily rouba Gamma quando ele estava perto de ser completado e o usa contra Mega Man, que o derrota. Em Mega Man IV, Dr. Wily sequestra Kalinka, a filha do cientista Dr. Cossack, e o força a trabalhar para ele, criando oito Robot Masters para ele e cometendo crimes sem que ninguém soubesse que ele estava por trás deles. Quando Mega Man estava enfrentando Dr. Cossack, Proto Man trai Dr. Wily libertando Kalinka e Mega Man descobre que Wily era o responsável pelos crimes e o derrota. Furioso com a traição de Proto Man, Dr. Wily cria Dark Man em Mega Man V e o faz ter a aparência de Proto Man, culpando Proto Man pelos crimes cometidos por Dark Man e sequestrando Dr. Light. Quando Mega Man chega até Dark Man, o verdadeiro Proto Man aparece e remove o disfarce do impostor, e Mega Man o derrota, seguido por Dr. Wily, libertando Dr. Light. Em Mega Man VI, Wily se disfarçou como um milionário chamado Mr. X, e criou um torneio de robôs para reprogramar os robôs mais fortes do torneio para ajuda-lo a dominar o mundo, e foi derrotado mais uma vez, mas desta vez Mega Man conseguiu o prender. Temendo que ele fosse preso depois de tantas derrotas, Wily programou um computador para se ativar depois de seis meses sem ser ativado, e depois de seis meses na cadeia, o computador ativou Mad Grinder e quatro dos Robot Masters de Mega Man VII para o libertar, e ele continuou com suas tentativas de dominar o mundo em Mega Man VIII.
Wily, além de ter criado os robôs tradicionais, acabou também inventando Bass após descobrir acidentalmente uma energia poderosa a qual chamou de Bassnium. O nome de Bass deriva desta energia. Este personagem aparece a partir do sétimo jogo. Apesar dos esforços de Wily, Bass possuía uma personalidade forte e independência para decidir sobre seus atos (o primeiro robô na séria que viria a possuir esta capacidade) e às vezes causava problemas para Wily. Revoltado Wily continuou suas pesquisas sobre sua recém-descoberta energia e a aprimorou, criando assim Zero, o robô mais forte de todos desde então que viria a destruir Mega Man definitivamente. Porém até hoje não se sabe o que aconteceu após Wily despertar Zero. Especula-se que Zero tenha destruído Mega Man e se trancado numa caverna, e tempos depois, foi derrotado por Sigma.
Nota: O destino de Willy é desconhecido, mas segundo especula-se.
Willy antes de sua morte teria criado Sigma e transferido sua consciência ao robô através de um vírus de computador.
Pois a personalidade de ambos é bem parecida.

## Recepção

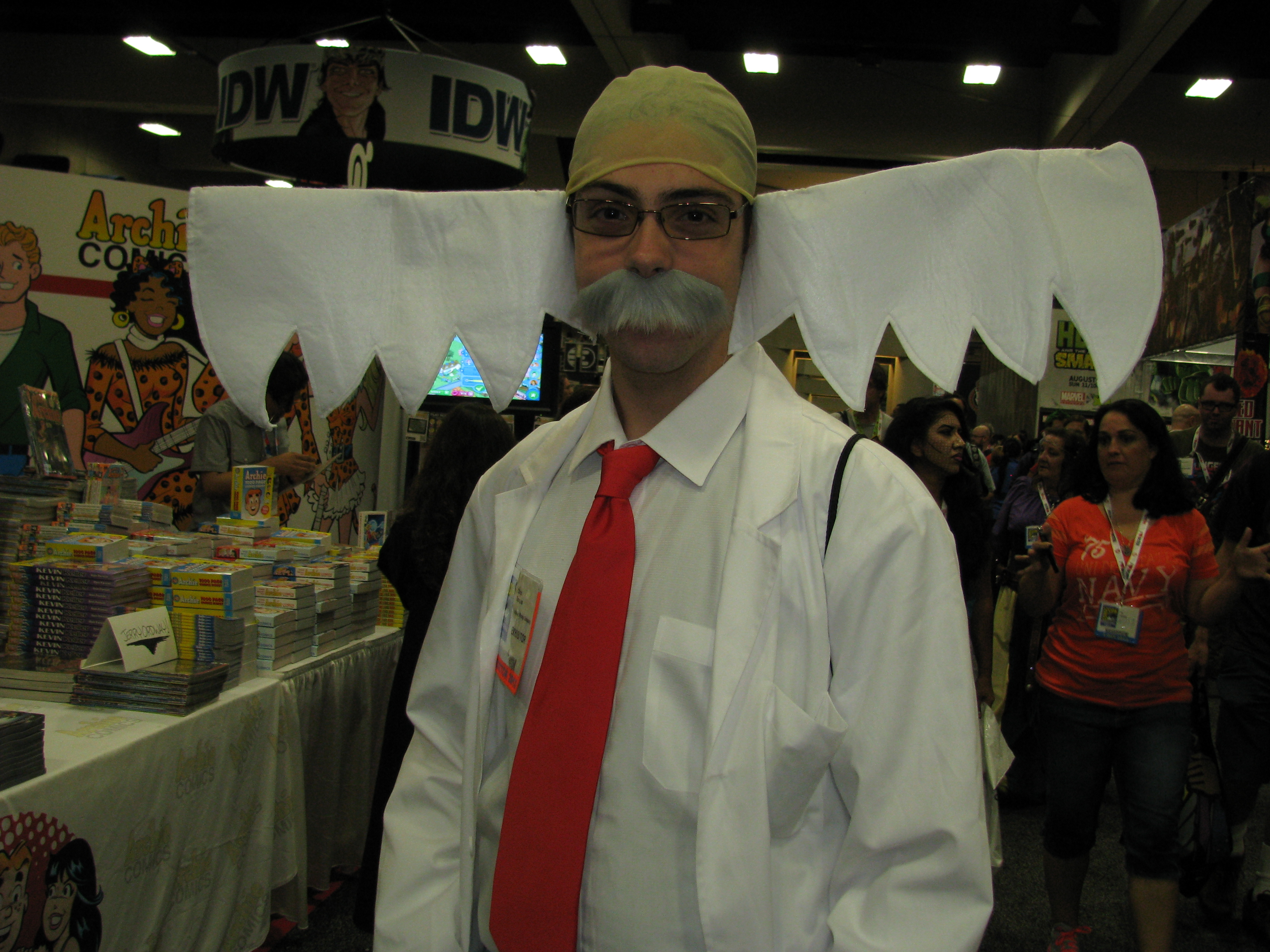
Cosplay do Dr. Wily de Megaman - Comic-con internacional de 2013

Wily tem sido descrito como um personagem e um vilão popular, sendo comparado a outros personagem como Doutor Eggman. Entre 1991 e 1994, a Nintendo Power elegeu ele consecutivamente como um dos melhores vilões a aparecerem em produções da Nintendo no prêmio anual da revista, descrevendo-o como "um dos mais cientistas malucos mais amados". O personagem apareceu novamente na premiação em 2010, quando o periódico escolheu Dr. Willy como o quarto melhor vilão da história da Nintendo. GamePro, outra revista, elegeu-o como o 39º vilão mais diabólico dos videogames de todos os tempos, notando que ele "claramente se destaca na escola superlotada de cientistas loucos". Ele foi escolhido pelo público do GameSpot como o quinto melhor vilão de jogos eletrônicos.
Computerworld, uma revista sobre tecnologia da Informação, nomeou Willy como um dos "vilões mais malvados" dos videogames, elogiando sua persistência em tentar derrotar Mega Man, mesmo falhando ao fim de cada jogo. A IGN elegeu ele como o 13º melhor vilão dos videogames de todos os tempos, chamando-o de um dos vilões mais "irremediavelmente persistentes" dos jogos eletrônicos. A equipe do portal acrescentou que ele tem um incrível poder de permanência, em uma indústria cujos vilões são frequentemente esquecíveis.